# Jean Westwood
Jean Westwood é uma ex-patinadora artística britânica. Westwood competiu na dança no gelo. Ela conquistou com Lawrence Demmy quatro medalhas de ouro em campeonatos mundiais, e duas medalhas de ouro em campeonatos europeus, e foram campeões quatro vezes do campeonato nacional britânico.

## Principais resultados

### Com Lawrence Demmy
| Resultados           | Resultados      | Resultados      | Resultados      | Resultados      | Resultados    | Resultados    | Resultados    | Resultados    | Resultados    | Resultados    | Resultados    | Resultados    | Resultados    | Resultados    | Resultados    | Resultados    |
| Internacional        | Internacional   | Internacional   | Internacional   | Internacional   | Internacional | Internacional | Internacional | Internacional | Internacional | Internacional | Internacional | Internacional | Internacional | Internacional | Internacional | Internacional |
| Evento/Temporada     | 1951– 1952      | 1952– 1953      | 1953– 1954      | 1954– 1955      |               |               |               |               |               |               |               |               |               |               |               |               |
| -------------------- | --------------- | --------------- | --------------- | --------------- | ------------- | ------------- | ------------- | ------------- | ------------- | ------------- | ------------- | ------------- | ------------- | ------------- | ------------- | ------------- |
| Campeonato Mundial   | Medalha de ouro | Medalha de ouro | Medalha de ouro | Medalha de ouro |               |               |               |               |               |               |               |               |               |               |               |               |
| Campeonato Europeu   |                 |                 | Medalha de ouro | Medalha de ouro |               |               |               |               |               |               |               |               |               |               |               |               |
| Nacional             |                 |                 |                 |                 |               |               |               |               |               |               |               |               |               |               |               |               |
| Campeonato Britânico | Medalha de ouro | Medalha de ouro | Medalha de ouro | Medalha de ouro |               |               |               |               |               |               |               |               |               |               |               |               |